# راه‌آهن آذربایجان
راه‌آهن آذربایجان یکی از نواحی بیست و دو گانهٔ راه‌آهن ایران است. محورهای تبریز-تهران (تا ایستگاه مراغه)، تبریز-جلفا و تبریز-رازی که شامل ۲۸ ایستگاه با ۴۷۱ کیلومتر خط اصلی و ۵۰۰ کیلومتر خط فرعی است، محدودهٔ این ناحیه را تشکیل می‌دهند. 
راه‌آهن آذربایجان به استان‌های آذربایجان شرقی، آذربایجان غربی و اردبیل خدمت‌رسانی می‌کند که مرکز آن در تبریز است.

## اداره‌ها
- ادارهٔ آموزش.
- ادارهٔ ارتباطات و علایم الکتریکی.
- ادارهٔ امور اداری.
- ادارهٔ امور رفاهی و خدمات.
- ادارهٔ امور مالی.
- ادارهٔ ایمنی سیر و حرکت.
- ادارهٔ بازاریابی.
- ادارهٔ بازرگانی.
- ادارهٔ بهره‌برداری.
- ادارهٔ تأمین انرژی.
- ادارهٔ جریه و کارخانجات.
- ادارهٔ روابط عمومی.
- ادارهٔ ساختمان و تجهیزات.
- ادارهٔ شبکه و نوسازی.
- ادارهٔ مخازن و اموال.
- دفتر ارزیابی عملکرد و پاسخگویی به شکایات.

## ایستگاه‌ها

### ایستگاه‌های گار
- ایستگاه تبریز.
- ایستگاه جلفا.

### ایستگاه‌های تشکیلاتی
- ایستگاه میانه
- ایستگاه مراغه
- ایستگاه گذرگاه مرزی رازی خوی.
- ایستگاه سلماس.
- ایستگاه سهلان.
- ایستگاه شرفخانه.
- ایستگاه شهید رهبری.
- ایستگاه صوفیان.
- ایستگاه عجب‌شیر.
- ایستگاه مرند.

### ایستگاه‌های تحت‌فرمان
- ایستگاه آذربناب.
- ایستگاه بابکان.
- ایستگاه پرویزبهمن.
- ایستگاه پیام.
- ایستگاه چشمه‌کنان.
- ایستگاه دیزج‌خلیل.
- ایستگاه زارعی (ممقان)
- ایستگاه عباسی.
- ایستگاه گرگر.
- ایستگاه میلادی.
- ایستگاه هرزند.

### ایستگاه‌های بسته
- ایستگاه اقبالی.
- ایستگاه تسوج‌قلعه.
- ایستگاه زال.
- ایستگاه سگبان.
- ایستگاه شکریازی.
- ایستگاه شیرآیین.
- ایستگاه کندلج.